# Kasteel van Sanok
Het Kasteel van Sanok is een historische Koninklijke residentie van het Koninkrijk Polen en haar directe opvolger Polen-Litouwen. Het kasteel is gebouwd op een strategische rots op 317 meter hoogte boven de rivier de San in de Poolse en Subkarpatische stad Sanok. Het paleis stamt uit de late 14e eeuw en is gebouwd in zowel de Gotische als Renaissancestijl. Het kasteel werd gebouwd voor Koning Casimir de Grote en verbouwd in Renaissancestijl voor de Poolse koningin-Gemalin Bona Sforza. Tegenwoordig huist in het kasteel, het Historisch museum van Sanok.

## Geschiedenis
De eerste vermelding van Sanok is te vinden in 12e-eeuwse kronieken. De vesting werd in de 13e eeuw verwoest tijdens de invasie van de Tartaren in 1241. In de 14e eeuw werd de stad Sanok versterkt en werd er een verdedigingskasteel gebouwd.
De vroegste vermelding van het bolwerk stamt uit 1150 en is geschreven in de Hypatiaanse Codex. De Roetheense kroniekschrijver beschrijft de veldtocht van koning Géza II van Hongarije naar Rood-Roethenië en de verovering van de steden Przemyśl en Sanok. In de tijd van de Piastendynastie in Klein-Polen. Na het herstel van het Rood-Roethenië door koning Casimir III de Grote werd het koninklijk paleis omringd door een verdedigingsmuur en op de heuveltop gebouwd. Rood-Roethenië werd rond 1432 een van de kroongebieden van het Koninkrijk Polen en omgevormd tot het Woiwodschap Roethenië.
Tijdens het bewind van koning Wladislaus II Jagiello vond zijn huwelijk met Elisabeth van Pilitza op 2 mei 1417 in het kasteel plaats.
Kasteel Sanok was ook tot haar dood in 1461 een residentie van de vierde vrouw van de koning Wladislaus: Sophia Holszanski.
Vanaf 1425 werd gebaseerd op het Duits recht, het stads- en streekrecht van Sanok opgericht, dat geleid werd door een Kasztelan. Deze Kasztelans hadden hun zetel op het kasteel.
Koningin Bona Sforza gaf opdracht tot herbouw van het gotische kasteel in renaissancestijl tussen de jaren 1523 en 1548.
Tussen 1555 en 1556 was het kasteel de zetel van de Hongaarse Koningin en Poolse Koningin Isabella van Polen na haar ontsnapping uit Transsylvanië. Aan het einde van de 16e eeuw onderging het kasteel nog een verdere uitbreiding doordat de zuidvleugel gebouwd. Aan het begin van de 18e eeuw werd de noordvleugel toegevoegd.
Tijdens de Napoleontische oorlogen werd het kasteel met succes verdedigd tegen de Oostenrijkse troepen door de Poolse generaal Franciszek Ksawery Krasicki, die de leider was van de anti-Oostenrijkse opstand in de regio Sanok.
In 1915 na de Russische inval werd de zuidvleugel afgebroken. In het Interbellum deed het kasteel dienst als museum van Sanok. Het museum, opgericht in 1934 door de Vereniging van Vrienden van de regio Sanok, had aanvankelijk collecties van de regio Sanok. Met het begin van de Tweede Wereldoorlog in september 1939 werd het kasteel geplunderd. In augustus 1944 plunderden de plaatselijke Duitse autoriteiten de oudste nog bestaande monumenten van de Poolse cultuur, waarvan sommige na de oorlog door de Poolse regering werden teruggevonden. De collecties werden overgebracht naar het kasteel, waar ze sinds 1945 deel uitmaken van de collectie van het Historisch Museum. Aan de collectie van laatstgenoemde zijn ongeveer 200 iconen uit Lemko dorpen toegevoegd.

## Kasztelans en Starosten van Sanok
Vanaf de 15e eeuw was het kasteel de zetel van de Kasztelans van Sanok en sinds 1352 ook van de Starosten van Sanok:
- Mikolaus Błociszewski († 1419) Kasztelan van Sanok (1401–1415),
- Sebastiaan Lubomirski († 1558) Starost van Sanok (1553–1558),
- Jan Herburt (1524-1578) Kasztelan van Sanok (1572 en 1573),
- Stanislaus Bonifatius Mniszech (1580–1644) Starost van Sanok (1602),
- Zygmunt Fredro († 1663) Kasztelan van Sanok (1652–1661),
- Franciscus Szembek († 1693) Kasztelan van Sanok (1685–1688).

Belvedèrepaleis · Kasteel Będzin · Bobolice · Chęciny ·  Groene Poort · Koninklijk Kasteel (Warschau) · Lublin · Łazienkipaleis · Łęczyca · Slot Mariënburg · Marywil · Myślewicki-paleis · Niepołomice · Nowy Sącz · Ogrodzieniec · Kazimierzpaleis ·Paleis onder het blikken dak · Piotrków Trybunalski · Koninklijk Paleis (Poznań) · Sandomierz · Sanok · Saksisch Paleis · Tykocin · Ujazdówkasteel · Wawel · Wilanówpaleis